# Super League 2010
La Super League de 2010 fue la 116.ª temporada del rugby league de Inglaterra y la decimoquinta edición con la denominación de Super League, es el torneo de rugby league más importante de Inglaterra.

## Formato
Los equipos se enfrentaron en formato de todos contra todos, los primeros ocho clasificados disputaron la postemporada.
Se otorgaron 2 puntos por cada victoria, 1 por el empate y 0 por la derrota.

## Desarrollo

### Tabla de posiciones
| Pos. | Equipo               | Encuentros | Encuentros | Encuentros | Encuentros | Tantos | Tantos | Tantos | Puntos |
| Pos. | Equipo               | PJ         | PG         | PE         | PP         | F      | C      | Dif.   | Puntos |
| ---- | -------------------- | ---------- | ---------- | ---------- | ---------- | ------ | ------ | ------ | ------ |
| 1    | Wigan Warriors       | 27         | 22         | 0          | 5          | 922    | 411    | +511   | 44     |
| 2    | St. Helens           | 27         | 20         | 0          | 7          | 946    | 547    | +399   | 40     |
| 3    | Warrington Wolves    | 27         | 20         | 0          | 7          | 885    | 488    | +397   | 40     |
| 4    | Leeds Rhinos         | 27         | 17         | 1          | 9          | 725    | 561    | +164   | 35     |
| 5    | Huddersfield Giants  | 27         | 16         | 1          | 10         | 758    | 439    | +319   | 33     |
| 6    | Hull FC              | 27         | 16         | 0          | 11         | 569    | 584    | −15    | 32     |
| 7    | Hull Kingston Rovers | 27         | 14         | 1          | 12         | 653    | 632    | +21    | 29     |
| 8    | Crusaders RL         | 27         | 12         | 0          | 15         | 547    | 732    | −185   | 24     |
| 9    | Castleford Tigers    | 27         | 11         | 0          | 16         | 648    | 766    | −118   | 22     |
| 10   | Bradford Bulls       | 27         | 9          | 1          | 17         | 528    | 728    | −200   | 19     |
| 11   | Wakefield Trinity    | 27         | 9          | 0          | 18         | 539    | 741    | −202   | 18     |
| 12   | Salford Red Devils   | 27         | 8          | 0          | 19         | 448    | 857    | −409   | 16     |
| 13   | London Broncos       | 27         | 7          | 0          | 20         | 494    | 838    | −344   | 14     |
| 14   | Dragons Catalans     | 27         | 6          | 0          | 21         | 409    | 747    | −338   | 12     |

|  | Clasificados a postemporada. |

### Postemporada

#### Finales de clasificación
| 10 de septiembre | St Helens RFC | 28 - 12 | Warrington Wolves |  |  |

| 12 de septiembre | Wigan Warriors | 26 - 27 | Leeds Rhinos |  |  |

#### Finales de eliminación
| 11 de septiembre | Huddersfield Giants | 18 - 12 | Crusaders RL |  |  |

| 11 de septiembre | Hull FC | 4 - 21 | Hull Kingston Rovers |  |  |

#### Semifinales preliminares
| 17 de septiembre | Wigan Warriors | 42 - 18 | Hull Kingston Rovers |  |  |

| 18 de septiembre | Warrington Wolves | 22 - 34 | Huddersfield Giants |  |  |

#### Semifinales
| 24 de septiembre | St Helens RFC | 42 - 22 | Huddersfield Giants |  |  |

| 25 de septiembre | Leeds Rhinos | 6 - 26 | Wigan Warriors |  |  |

#### Final
| 2 de octubre | St Helens RFC | 10 - 22 | Wigan Warriors | Old Trafford, Mánchester        |  |
|              |               |         |                | Asistencia: 71.526 espectadores |  |

| Bandera de Inglaterra  |
| Campeón Wigan Warriors |
| Décimo noveno título   |